# Feelin' Summer
『Feelin' Summer』（フィーリン サマー）は、1979年に発表された太田裕美の10枚目のアルバム。1998年にCD化された。
楽曲のテーマが「夏」に統一されている。

## 解説
- それまでのアルバムを一緒に制作してきた松本隆、筒美京平、萩田光雄の「黄金トリオ」から離れ、作家陣を一新し心機一転。新しい可能性を追求しようとした[1]。ここからしばらくは同じ方針が続く。
- 同時期に同じ作家陣で制作されたシングル『青空の翳り』がリリースされたが、当アルバムには収録されていない。
- 「星がたり」は、柊あおいの少女漫画『星の瞳のシルエット』のテーマソングとなっており、同作のイメージ・アルバムにも収録されている。
- レコーディング・エンジニアは吉田保。
- オリコンチャート19位

## 収録曲
- 全曲・編曲：戸塚修

1. 掌の夏
  - 作詩：来生えつこ、作曲：浜田金吾
2. サマー・タイム・キラー
  - 作詩：太田裕美、作曲：浜田金吾
3. 乱反射（ハレーション）
  - 作詩：来生えつこ、作曲：浜田金吾
4. 河口にて
  - 作詩：来生えつこ、作曲：浜田金吾
5. A DISTANCE
  - 作詩：来生えつこ、作曲：来生たかお
6. 待ちくたびれて
  - 作詩・作曲：太田裕美
7. 熱風
  - 作詩：岡田富美子、作曲：浜田金吾
8. 午後のプレリュード
  - 作詩：白石ありす、作曲：岸ヨシキ
9. SHOWER GIRL
  - 作詩：岡田富美子、作曲：太田裕美
10. 星がたり
  - 作詩：来生えつこ、作曲：来生たかお
  - 柊あおいの少女漫画『星の瞳のシルエット』のテーマソング。